# Чернышёвский сельский совет
Чернышёвский сельский совет (укр. Чернишівська сільська рада, крымскотат. Oğuz Oğlu köy şurası) — согласно законодательству Украины — административно-территориальная единица в Раздольненском районе Автономной Республики Крым.
Население сельсовета по переписи 2001 года — 3399 человек. Площадь — 95 км².
К 2014 году состоял из 3 сёл:
- Чернышёво
- Кропоткино
- Портовое

## История
Чернышёвский сельский совет был образован путём выделения сёл из Ботанического сельсовета между 1968-м и 1974 годом. С 12 февраля 1991 года сельсовет в восстановленной Крымской АССР, 26 февраля 1992 года переименованной в Автономную Республику Крым. С 21 марта 2014 года — аннексирован Россией. Законом «Об установлении границ муниципальных образований и статусе муниципальных образований в Республике Крым» от 4 июня 2014 года территория административной единицы была объявлена муниципальным образованием со статусом сельского поселения.